# Fiona Richmond
Fiona Richmond (Norfolk, 2 de marzo de 1945) es una ex modelo de glamour y actriz inglesa. Se convirtió en un sex symbol en el Reino Unido en la década de 1970 por sus apariciones en numerosas obras de teatro arriesgadas, revistas y películas. Se la ha descrito como una de las "dos estrellas de cine sexual británicas más atractivas de los años setenta", junto a Mary Millington.

## Primeros años
Richmond nació como Julia Rosamund Harrison en Hilborough, un núcleo poblacional de Norfolk, hija del reverendo John Harrison. En la escuela se clasificó para la universidad, pero optó por hacer una prueba en las escuelas de teatro con el objetivo de convertirse en actriz. Inicialmente trabajó como azafata, luego como niñera de la actriz Diane Cilento, y posteriormente como croupier del Playboy Club.

## Carrera como actriz
Richmond conoció al propietario de un club de striptease y editor británico Paul Raymond en 1970, cuando se presentó a una prueba para un papel en el espectáculo Pyjama Tops en el teatro Whitehall de Londres. Tras concedérsele el papel, pasó a trabajar en shows en el club de striptease Raymond Revuebar, a aparecer en sesiones fotográficas de desnudos y a trabajar como periodista de entretenimiento para adultos, escribiendo artículos sobre sexo para las principales revistas del Reino Unido. En 1970 fue objeto de un documental televisivo titulado The Actress Said. Su columna en la revista Men Only de Raymond, en la que describía sus supuestas aventuras sexuales con hombres y mujeres de todo el mundo, le dio cierta fama.
En 1974 apareció como asesora sexual habitual en la London Broadcasting Company, una emisora de radio y teléfono británica. Ese mismo año realizó el documental televisivo What the Actress said to the Bishop, que ganó un premio de oro en el Festival Internacional de Cine de Atlanta. En 1976, News of the World publicó una foto de Richmond en el baño de los jugadores del Crystal Palace F. C. con el futbolista Malcolm Allison, a raíz de la cual Allison fue acusado de desprestigiar el juego por la Asociación Inglesa de Fútbol.
Debutó en el cine (con el nombre de Amber Harrison) en Not Tonight, Darling (1971), lo que la llevó a interpretar papeles más importantes en películas para adultos, como el thriller psicológico Exposé (1976), y otras como Hardcore (1977), una comedia sexual en la que se interpretaba a sí misma, basada en parte en una autobiografía que había escrito, y Let's Get Laid (1977), una comedia en la que se equivocaba de identidad y que no tenía ninguna relación con el espectáculo teatral del mismo nombre. También apareció en la serie de vídeos Electric Blue de Raymond, presentando el primero de ellos en 1979. Sus papeles posteriores incluyeron el de la Reina de Francia en la comedia de Mel Brooks La loca historia del Mundo (1981), una aparición en un episodio de la serie cómica de televisión The Comic Strip Presents... en 1983, y el papel de Fiona, la agente de la KGB, en la comedia negra Eat The Rich (1987). También grabó el álbum Frankly Fiona en 1973, en colaboración con Anthony Newley, añadiendo conversaciones eróticas a las canciones de Newley.
Richmond actuó en muchos de los espectáculos de Paul Raymond. Desde 1970 hasta 1974 protagonizó el papel de una nadadora desnuda en Pyjama Tops, la primera producción de desnudos del West End, que se representó en el Whitehall Theatre durante cinco años a partir de 1969. La obra, ambientada en torno a una piscina de paredes transparentes en la que se sumergían periódicamente actrices desnudas, era una versión inglesa de la francesa Moumou. Richmond también protagonizó la gira de la obra en 1972. En 1974 apareció en el escenario del Windmill Theatre con John Inman en Let's Get Laid, una comedia de sketches sexuales escrita por Victor Spinetti. La obra fue la primera que se representó en el recién reabierto teatro, y para promocionarla montó un caballo por Piccadilly Circus al estilo de Lady Godiva. En 1977 protagonizó junto a Divine la comedia carcelaria femenina Women Behind Bars en el Whitehall Theatre. En 1979 salió de gira como protagonista de Yes, We Have No Pyjamas, otra de las producciones de Raymond sobre desnudos. Aparecieron fotos de Richmond semidesnuda en carteles en el exterior del Whitehall Theatre, y el Greater London Council emprendió acciones legales contra ellas. En 1982 protagonizó Space in My Pyjamas, que estuvo de gira por las provincias durante más de 15 semanas. En una entrevista televisiva para promocionar la gira, expresó su intención de abandonar los espectáculos de desnudos en favor de una actuación más seria.
Richmond ha publicado numerosos libros ficticios y autobiográficos basados en sus experiencias sexuales, como Fiona (1976), Story of I (1978), On the Road by Fiona (1979), Galactic Girl (1980), Remember Paris (1980), The Good, the Bad and the Beautiful (1980), From Here to Virginity (1981), In Depth (1982) y Tell Tale Tits (1987).
En The Look of Love, la película biográfica de 2013 sobre Paul Raymond dirigida por Michael Winterbottom, Richmond fue interpretada por Tamsin Egerton. Tras su estreno, Richmond dijo que la película retrataba un lado sórdido de su vida que nunca ocurrió, y que la mayoría de los cambios de guion que sugirió para que la película fuera más precisa no habían sido aceptados.

## Vida personal
Cuando Paul Raymond conoció a Fiona Richmond ya estaba separado de su esposa Jean. Richmond se convirtió en su novia y la pareja fue una celebridad desde 1970 hasta 1977, viviendo juntos en Londres en un piso de Portman Square. Raymond admitió haber cometido adulterio con Richmond, y su mujer se divorció de él en 1974 tras 23 años de matrimonio, recibiendo un acuerdo de 250 000 libras. Él le regaló a Richmond un coche deportivo Jaguar E-Type amarillo con la matrícula personalizada FU2, y ella se hizo conocida conduciéndolo por el West End. A pesar de su riqueza, ella siguió trabajando, ya que valoraba su independencia.
Agotada por el estilo de vida del mundo del espectáculo, dejó a Raymond, aunque siguieron siendo amigos. En 1978 expresó su intención de casarse con James Montgomery, presentador del programa de noticias regional Day by Day de Southern Television. Richmond había conocido a Montgomery cuando ella apareció en un programa de televisión que él producía para promocionar un libro que ella había escrito. La pareja se casó en 1983 y tuvieron una hija, Tara, nacida en 1984. En ese año, Richmond se retiró del mundo del espectáculo y pasó a dirigir una empresa de moda y a trabajar como periodista. La pareja se divorció en 1998, pero ella mantuvo su nombre de casada, Julia Montgomery.
Posteriormente, Richmond se convirtió en hotelera con su socio, el antiguo ganadero Peter Pilbrow: "Petit Bacaye Cottage Hotel", en la isla caribeña de Granada, y "The Onion Store", una casa de huéspedes inglesa en Hampshire.